# Вилаганцерла (Виченца)
Вилаганцерла је насеље у Италији у округу Виченца, региону Венето.
Према процени из 2011. у насељу је живело 1081 становника. Насеље се налази на надморској висини од 22 м.